# Gino Turini
 (juin 2025).
Si vous disposez d'ouvrages ou d'articles de référence ou si vous connaissez des sites web de qualité traitant du thème abordé ici, merci de compléter l'article en donnant les références utiles à sa vérifiabilité et en les liant à la section « Notes et références ».
Gino Turini, né en 1927, mort en 2002 est un acteur, scénariste et producteur de cinéma italien, actif entre 1960 et 1982. Il a utilisé les pseudonymes de John Braun, John Brawn, John Brown, Giulio Turrini  et plus souvent John Turner

## Biographie
À partir des années 1960, Gino Turini commence à jouer des rôles dans des films de genre. Dans les films d'horreur tels Vierges pour le bourreau (1965) où il incarne l'un des hommes de main de l'antagoniste, Travis Anderson. En 1970, il joue l'un des rôles principaux du film Quand explose la dernière grenade, celui de Tego. Au début des années 1970, il apparaît dans plusieurs westerns spaghetti, où il joue le rôle de l'antagoniste ou d'un homme de main de l'antagoniste. Ainsi le rôle de Fred Mulligan dans Wanted Sabata ; des rôles secondaires dans Durango encaisse ou tue (1971) et Django adios ! (1972) ; le rôle de James Klinger dans Le colt était son dieu. Outre acteur, il est aussi producteur des westerns tels Les Âmes damnées de Rio Chico et Django, ton tour viendra, entre autres. À partir de la fin des années 1970, il se tourne vers les films de guerre. Il est apparu pour la dernière fois en tant qu'acteur dans Ricomincio da zero en 1982.

## Filmographie partielle

### Comme acteur
- 1960 : La Maîtresse du vampire (L'amante del vampiro) de Renato Polselli : Giorgio
- 1961 : La Grande Vallée (it) (La grande vallata) d'Angelo Dorigo
- 1961 : La corona di fuoco de Luigi Latini de Marchi : Oddon de Blois
- 1962 : Ultimatum alla vita (it) de Renato Polselli
- 1963 : Le Pirate du diable (Il pirata del diavolo) de Roberto Mauri : Giovanni
- 1963 : Les Dix Gladiateurs (I dieci gladiatori) de Gianfranco Parolini
- 1964 : Zorikan lo sterminatore (it) de Roberto Mauri : Ergen
- 1964 : Il ribelle di Castelmonte de Vertunnio De Angelis
- 1965 : Vierges pour le bourreau (Il boia scarlatto) de Massimo Pupillo : garde du corps d'Anderson
- 1966 : Tre franchi di pietà de Luigi Batzella (également producteur)
- 1967 : Qui êtes-vous inspecteur Chandler ? (Troppo per vivere… poco per morire) de Michele Lupo
- 1968 : La Malle de San Antonio (Una pistola per cento bare) d'Umberto Lenzi : Freddy Butcher
- 1968 : La donna, il sesso e il superuomo (it) de Sergio Spina
- 1968 : Eva, la vierge sauvage (Eva, la Venere selvaggia) de Roberto Mauri
- 1969 : L'Enfer des Philippines (Un posto all'inferno) de Giuseppe Vari : Randall Trevor
- 1969 : Mille et Une Nuits à Istanbul (Agguato sul Bosforo) de Luigi Batzella : Mark (également scénariste)
- 1969 : Benito Cereno de Serge Roullet : Nathaniel
- 1970 : Quand explose la dernière grenade (Quando suona la campana) de Luigi Batzella : Tego
- 1970 : Wanted Sabata de Roberto Mauri
- 1971 : Durango encaisse ou tue (Arriva Durango… paga o muori) de Roberto Bianchi Montero : Esquimindi
- 1971 : Les Âmes damnées de Rio Chico (Quelle sporche anime dannate) de Luigi Batzella (également producteur)
- 1972 : Django adios ! (Seminò la morte… lo chiamavano ´Il Castigo di Dio`) de Roberto Mauri
- 1972 : Le colt était son dieu (La colt era il suo Dio) de Luigi Batzella et Joe D'Amato : James Klinger
- 1972 : Confessioni segrete di un convento di clausura
- 1972 : Django, ton tour viendra (Allegri becchini… arriva Trinità) de Ferdinando Merighi : shérif Danny (également producteur)
- 1975 : La bolognese
- 1977 : Les Tigres du désert (Kaput Lager - Gli ultimi giorni delle SS) de Luigi Batzella : sergent
- 1977 : Holocauste nazi : Armes secrètes du IIIe Reich (La bestia in calore) de Luigi Batzella : Drago
- 1979 : La Guerre du pétrole (Strategia per una missione di morte) de Luigi Batzella : Louis (également producteur)
- 1981 : Caligula et Messaline (Caligola e Messalina) de Bruno Mattei et Jean-Jacques Renon
- 1982 : Les Aventures sexuelles de Néron et Poppée (Nerone e Poppea) de Bruno Mattei : Sénèque
- 1982 : Ricomincio da zero

### Comme producteur
- 1971 : Pour Django les salauds ont un prix (Anche per Django le carogne hanno un prezzo) de Luigi Batzella
- 1978 : Suggestionata